# Carlos Aguilera Martín
Carlos Aguilera Martín (Madrid, 22 de mayo de 1969) es un exfutbolista español, actual director de Fútbol Base del Atlético de Madrid. Es, con 456 partidos, el séptimo jugador que más encuentros oficiales ha disputado con el conjunto madrileño.

## Biografía
Natural del barrio madrileño de San Cristóbal de los Ángeles, Aguilera se formó en la cantera del Atlético de Madrid, en la que sus inicios fueron como delantero, si bien toda su trayectoria deportiva la desarrollaría principalmente como lateral derecho.
Su debut en Primera División con el conjunto rojiblanco tuvo lugar en la jornada 30 de la temporada 1987/88 en El Molinón de Gijón. Fue el 26 de marzo de 1988, cuando el técnico José Armando Ufarte lo alineó como sustituto de Marcos Alonso en el minuto 75 en un partido que el Atlético perdió por dos goles a cero.
Tras seis temporadas en el conjunto rojiblanco, en las que ganó dos Copas del Rey, fue traspasado al Club Deportivo Tenerife en 1993. En el conjunto canario permanecerá tres temporadas, retornando en 1996 a un Atlético que acababa de ganar su histórico doblete (Liga y Copa) ese año.
Aguilera militó nueve temporadas más en el Atlético, sumando un total de quince y completando un total de 456 partidos oficiales, lo que le sitúa como el cuarto jugador que más encuentros ha disputado con el conjunto madrileño y el tercero, con 365, en partidos de Liga en Primera División.
Como capitán del equipo, relevó a Tomás Reñones y entregó el brazalete a Fernando Torres.

### Selección nacional
El 24 de septiembre de 1997 debutó como internacional con la Selección española en Eslovaquia, en un encuentro de clasificación para el Mundial de Francia 1998.
Aguilera disputó un total de siete encuentros internacionales, los seis primeros con Javier Clemente como seleccionador, y el último con José Antonio Camacho:
| Fecha      | Competición                        | Estadio                       | Ciudad                  | Encuentro  | Encuentro | Encuentro   |
| ---------- | ---------------------------------- | ----------------------------- | ----------------------- | ---------- | --------- | ----------- |
| 24/09/1997 | Clasificación Mundial Francia 1998 | Pasienky                      | Bratislava (Eslovaquia) | Eslovaquia | 1:2       | España      |
| 11/10/1997 | Clasificación Mundial Francia 1998 | El Molinón                    | Gijón                   | España     | 3:1       | Islas Feroe |
| 19/11/1997 | Amistoso                           | Lluís Sitjar                  | Palma de Mallorca       | España     | 1:1       | Rumania     |
| 28/01/1998 | Amistoso                           | Stade de France               | Saint-Denis (Francia)   | Francia    | 1:0       | España      |
| 19/06/1998 | Mundial Francia 1998               | Geoffroy-Guichard             | Saint-Étienne (Francia) | Paraguay   | 0:0       | España      |
| 24/06/1998 | Mundial Francia 1998               | Félix Bollaert                | Lens (Francia)          | Bulgaria   | 1:6       | España      |
| 23/09/1998 | Amistoso                           | Nuevo Estadio de Los Cármenes | Granada                 | España     | 1:0       | Rusia       |

#### Participaciones en Copas del Mundo
| Mundial                        | Selección | Resultado    |
| ------------------------------ | --------- | ------------ |
| Copa Mundial de Fútbol de 1998 | España    | Primera fase |

## Clubes
- Atlético de Madrid (1987-1993)
- Club Deportivo Tenerife (1993-1996)
- Atlético de Madrid (1996-2005)

## Títulos
- Copa del Rey - 1991 - Atlético de Madrid
- Copa del Rey - 1992 - Atlético de Madrid
- Segunda División - 2002 - Atlético de Madrid